# ترنبه
ترنبه (به عربی: ترنبة) یک روستا در سوریه است که در ناحیه سراقب واقع شده‌است. ترنبه ۳٬۶۲۳ نفر جمعیت دارد.